# 貿易自由化
貿易自由化（ぼうえきじゆうか）とは、貿易開放政策の通称。

## 歴史

### GATT体制
第二次世界大戦前の世界的な経済の停滞は経済のブロック化（ブロック経済）や各国の関税の引き上げにあったと考えられ、戦後、貿易自由化の推進によって経済を発展させ、生活を豊かにすることが可能と考えられるようになった。
1947年には関税及び貿易に関する一般協定（GATT）の署名が行われ、1948年から暫定的な運用が開始された。
GATTでは「ラウンド」と呼ばれる貿易自由化の交渉が実施されることとなった。1947年に第1回ラウンド（23か国参加）、1949年に第2回ラウンド（13か国参加）、1951年に第3回ラウンド（38か国参加）、1956年に第4回ラウンド（26か国参加）が開催され関税の引き下げ交渉が行われた。

#### 輸入数量制限の撤廃と関税化による貿易自由化
GATTでは輸入数量制限を原則として禁止し、代わりに関税を課すことができるとし（関税化）、貿易交渉による関税率引き下げを通した貿易の自由化を目標としていた。
日本は1949年に外国為替及び外国貿易管理法を制定、国際収支の均衡化を名目として外国為替の統制・割当を強化して輸入を厳しく管理・規制することによって国内産業の保護育成を目指した。同時に1ドル=360円の固定相場制を導入した。1951年には外国為替資金特別会計が設定され、輸出によって獲得された外貨はここに集められて「外貨予算制度」によって重化学工業に必要な原料や資源などが優先的に輸入された。日本は1952年にIMF、1955年にGATTへの加盟が認められたが、IMF14条国及びGATT12条国の認定を受けたために、国際収支を理由とした為替・輸入制限が認められており、既存の規制が認められた。この時、規制対象とされたのは、自動車やエレクトロニクスなど、将来日本経済の主力として期待される産業を中心とした。

#### 1960年代
1960年から1961年にかけて26か国が参加してディロン・ラウンドが開催され関税の引き下げ交渉が行われた。
一方、1950年代終わり頃からアメリカを中心に日本の為替・輸入統制政策への批判が高まるようになった。日本政府は1960年に「貿易為替自由化大綱」を策定し、輸入数量制限の品目数を削減するとともに関税率の設定（関税化）を行った。このため、国際競争力の高まった産業から順次輸入を自由化する方針することとした。この方針に則って、1960年には41%であった貿易自由化品目率が以後、1年ごとに62%・73%・92%と上昇し、大綱策定から4年目の1964年には94%にまで上昇した。ただし、自動車に関しては1965年、コンピュータ関連については1970年まで輸入自由化は持越しとされた。また、国際経済においても1963年にGATT11条国、翌1964年にIMF8条国に指定されたことで、従来のような国際収支を理由とした為替・輸入制限の撤廃が義務付けられ、また資本自由化も同時に求められるようになった。これに応える形で1964年には「外貨予算制度」が廃止され、貿易と為替は原則的には自由化されることになった。
1964年から1967年にかけて62か国が参加するケネディ・ラウンドが開催され、関税の引き下げやダンピングの防止について交渉が行われた。

#### 1970年代
1973年から1979年にかけて102か国が参加する東京ラウンドが開催され、関税の引き下げや非関税障壁について交渉が行われ、鉱工業製品の平均関税率約33%の引き下げで合意された。

#### 1980年代～1990年代
1980年代には日米間で日米貿易摩擦を生じるなどアメリカなどから更なる「市場開放」が要求されることとなった。
また、1986年から1994年にかけて123か国が参加するウルグアイ・ラウンドが開催され、関税の引き下げ、非関税障壁、特に農業や繊維、知的所有権の分野を中心に交渉が行われた。また、ウルグアイ・ラウンドでは貿易上の紛争解決や新たな機関（WTO）の設立についても議論された。

### WTO体制
ウルグアイ・ラウンドでの交渉に基づき、マラケシュ協定により1995年に世界貿易機関が創設された。GATTでは貿易自由化による経済効率性の向上には触れられていたが、マラケシュ協定では環境保護や途上国の開発にも触れられ視点が幅広いものとなった。